# TBC1D29
TBC1D29 (англ. TBC1 domain family member 29) – білок, який кодується однойменним геном, розташованим у людей на довгому плечі 17-ї хромосоми. Довжина поліпептидного ланцюга білка становить 150 амінокислот, а молекулярна маса — 16 280.
| 10         |  | 20         |  | 30         |  | 40         |  | 50         |
| ---------- |  | ---------- |  | ---------- |  | ---------- |  | ---------- |
| MGHLDKEGLC |  | TQGSSFSWLL |  | RVLNDGISLG |  | LTPCLWDMYL |  | LEGEQMLMLI |
| TSIAFKVQRS |  | LYEETNKETW |  | GPATPRALKG |  | TGRARPICES |  | LHSSLQALTA |
| SESSRGPSLL |  | QTPPRVPGQQ |  | ALSRGDKGIS |  | VSLSLPSLPS |  | RRGRCGRIIG |
|            |  |            |  |            |  |            |  |            |

A: Аланін

C: Цистеїн

D: Аспарагінова кислота

E: Глутамінова кислота

F: Фенілаланін

G: Гліцин

H: Гістидин

I: Ізолейцин

K: Лізин

L: Лейцин

M: Метіонін

N: Аспарагін

P: Пролін

Q: Глутамін

R: Аргінін

S: Серин

T: Треонін

V: Валін

W: Триптофан